# Carol Ann Davis
Pour les articles homonymes, voir Davis.
Carol Ann Davis est une poétesse et essayiste américaine.

## Biographie
Carol Ann Davis grandit sur la côte est de la Floride. Elle est la fille de l’un des ingénieurs de la National Aeronautics and Space Administration (NASA) ayant participé à mission Apollo 13. Elle étudie la poésie au Vassar College et à l'Université du Massachusetts à Amherst. Ancienne rédactrice en chef de la revue littéraire Crazyhorse, Carol Ann Davis est professeure d'anglais à l'Université de Fairfield, où elle est directrice du Master of Fine Arts Low-Residence,. 
Elle est également la directrice fondatrice de Poetry in Communities, une initiative qui propose des ateliers d'écriture aux communautés frappées par une violence soudaine ou systémique. Elle vit à Newtown dans le Connecticut.

## Carrière littéraire
La poétesse est boursière de la National Endowment for the Arts en poésie. Elle est finaliste du National Magazine Award pour son travail dans les pages de The Georgia Review. Son travail est régulièrement publié dans des magazines et des périodiques littéraires, notamment The Atlantic, The Daily Beast, Image, The Gettysburg Review ou The American Poetry Review,.
En 2007, Carol Ann Davis publie son premier recueil de poésie Psalm aux éditions Tupelo Press. L'auteure explore les émotions humaines, alors tourmentée par le chagrin de la mort de son père et la joie de la naissance de son fils.
En 2011, elle est l'auteure d'un second ouvrage Atlas Hour, un recueil de cartes poétiques dont la cosmologie englobe les œuvres et la vie des peintres Vermeer et Mark Rothko, Fra Angelico et Gerhard Richter, les enfants-artistes anonymes du camp de transit nazi de Terezin et les propres enfants du poète. Tamisant et sélectionnant des moments de l'histoire et des annales de l'art, ces poèmes mettent en relation le quotidien avec les grands mystères de l'existence.
Le recueil The Nail in the Tree : Essays on Art, Violence, and Childhood est édité en 2020. Carol Ann Davis questionne le traumatisme dans la vie quotidienne, la pratique artistique comme thérapie et le rôle de l'artiste. La poétesse raconte le traumatisme vécu par ses deux fils lors de la tuerie de l'école primaire Sandy Hook, qui fait 28 morts en 2012,. 

## Publications
- Psalm, Tupelo Press, 2007,  (ISBN 978-1-932195-51-4)
- Atlas Hour, Tupelo Press, 80p, 2011,  (ISBN 978-1936797004)
- The Nail in the Tree : Essays on Art, Violence, and Childhood Tupelo Press, Collection Life in Art, 153p, 2020,  (ISBN 978-1946482266)